# Hippocampus hippocampus
Hippocampus hippocampus (Linnaeus, 1758) é uma espécie de cavalo-marinho pertencente à família Syngnathidae. A área de distribuição natural inclui o Mediterrâneo e a região nordeste do Oceano Atlântico, desde os Açores às Canárias e ao noroeste da Península Ibérica.
Para determinar a situação de uma espécie é necessário conhecer a sua distribuição e abundância (Planas Oliver, 2014). A Lista Roja de la UICN (Union Internacional para la Conservacion de la Naturaleza) utiliza varias categorias para a determinação da situação das espécies (Planas Oliver, 2014). Das 38 espécies do gênero Hippocampus incluídas na lista, 27 espécies encontram-se deficientes de informação e as duas espécies europeias (Hippocampus hippocampus e Hippocampus guttulatus) estão incluídas nesta categoria (Planas Oliver, 2014). Isto quer dizer que para determinar o estado das populações dos cavalos marinhos é necessária a obtenção de informação, pois os dados disponíveis são muito poucos (Planas Oliver, 2014).
As populações de cavalos marinhos estão maiormente afetadas devido à degradação dos seus habitats, captura acidental e exploração para aquários ou medicinas tradicionais (Vicent, 1996). Além disso, habitam águas pouco profundas, costeiras, onde a influência antropogénica é maior e mais frequente (Correia et. al, 2015). É também suposta uma capacidade de dispersão muito reduzida devido a uma capacidade de natação limitada, ainda que ligações genéticas sugerem a existência de habilidades de longa dispersão, através do denominado “rafting”, estratégia de muitos peixes e invertebrados (Boehm et.al, 2013). A sua distribuição e abundância vão depender da existência de um habitat adequado, disponibilidade de alimento, capacidade de camuflagem e comportamento reprodutor (Planas Oliver, 2014).
Hippocampus hippocampus é com certeza a espécie menos frequente em águas continentais, apesar de nas Ilhas Canarias só se ter determinado a presença de esta espécie (Planas Oliver, 2014). O seu esqueleto é rígido, está composto por placas ósseas imbricadas, que lhes permite proteger-se dos predadores, ainda que não possam realizar movimentos rápidos. Passam maior parte do tempo agarrados a um suporte com a sua cauda preênsil, seja alga, coral, esponja ou estrutura artificial como linhas de pesca. (Correia et. al, 2015). De forma geral encontra-se em pontos da costa concretos, criando pequenas populações, em zonas com vegetação onde há pequenos crustáceos dos quais se alimentam;
A espécie está presente na Ria Formosa.
Colónias da espécie foram em 2008 descobertas no Rio Tâmisa entre Londres e Southend-on-Sea.
O seu habitat preferido são áreas costeiras pouco profundas e turvas, estuários ou prados de gramíneas marinhas.